# Ismaïl Ier de Grenade
Abû al-Walîd Ismâ`îl Ier est le cinquième émir nasride de Grenade. Il est né en 1279, petit-neveu du fondateur de la dynastie Mohammed Ier al-Ahmar. Il succède à son cousin Abû al-Juyûch Nasr destitué de son titre en 1314. Il meurt en 1325, son fils aîné Muhammad IV lui succède.

## Biographie
Il monte sur le trône en dépit des Castillans qui aident Abû al-Juyûch Nasr à récupérer le pouvoir.
Pendant son règne, la Castille connaît une période de relative instabilité. En 1312, à la mort de Ferdinand IV de Castille, son fils Alphonse XI de Castille est âgé de moins d'un an. María de Molina grand-mère du roi, assure la régence. Pierre de Castille oncle du petit roi et Jean de Castille partent en guerre contre l'émirat de Grenade. Ils sont tués tous les deux dans la plaine sous les remparts de Grenade, le 25 juin 1319. Après la mort en 1321 de María de Molina, la Castille tombe dans une période d'anarchie jusqu'à la prise du pouvoir par Alphonse XI à sa majorité en 1325.
Après la victoire de 1319, Ismâ`îl profite de l'instabilité de la Castille pour reprendre diverse places fortes : Baza, Orce, Huéscar pendant cette attaque Ismâ`îl employa l'artillerie, et Martos.
Ismâ`îl Ier a eu au moins quatre fils
- Mohammed qui lui succède sous le nom de Muhammad IV en 1325.
- Ismâ`îl
- Faraj
- Yûsuf qui succède à son frère Mohammed sous le nom de Yûsuf Ier en 1333.

Le 6 juillet 1325, Ismâ`îl Ier est victime d'un assassinat. On le transporte blessé dans la chambre de sa mère Fatima où il meurt de ses blessures. Son fils aîné Muhammad IV prend sa succession.

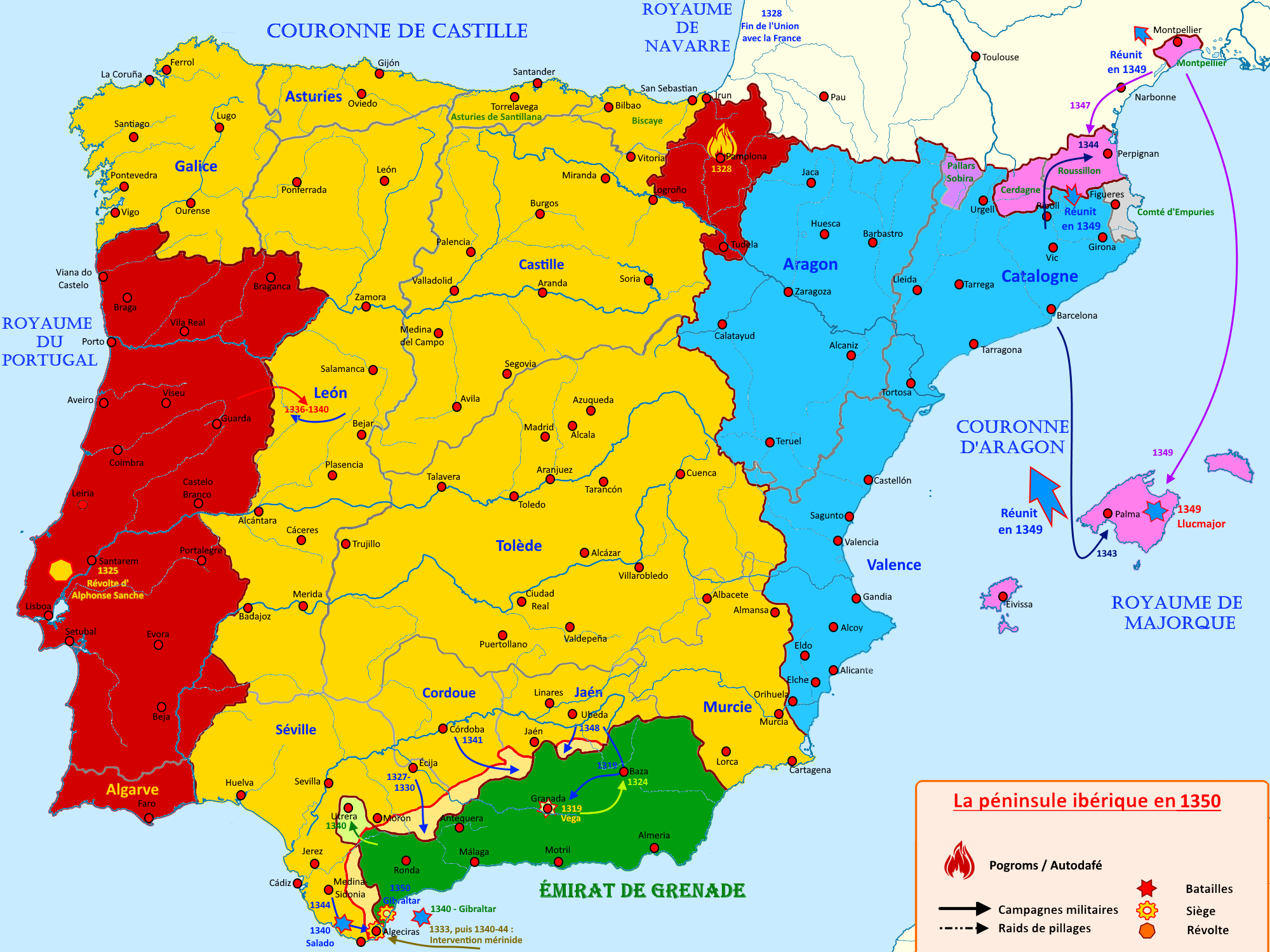
L'émirat de Grenade de 1314 à 1350